# Liu Wen
Liu Wen (刘雯) (Yongzhou, 27 gennaio 1988) è una supermodella cinese.

## Biografia
Wen inizia la propria carriera nel 2005 quando partecipa al New Silk Road World Model Contest, un concorso che in precedenza aveva portato al successo Du Juan. Benché Liu Wen non vinca il concorso, intraprende la carriera di modella arrivando ad apparire sulla copertina della rivista Chinese FHM. In seguito è apparsa anche sulle copertine delle edizioni cinesi di Vogue e di Harper's Bazaar. Nel settembre 2007 ottiene visibilità internazionale comparendo su un servizio Cosmo con abiti disegnati da Karl Lagerfeld e Viktor and Rolf, stilisti per i quali in seguito sfilerà. Nel 2008 la Wen si trasferisce a Parigi e ottiene un contratto con la Marilyn Agency.

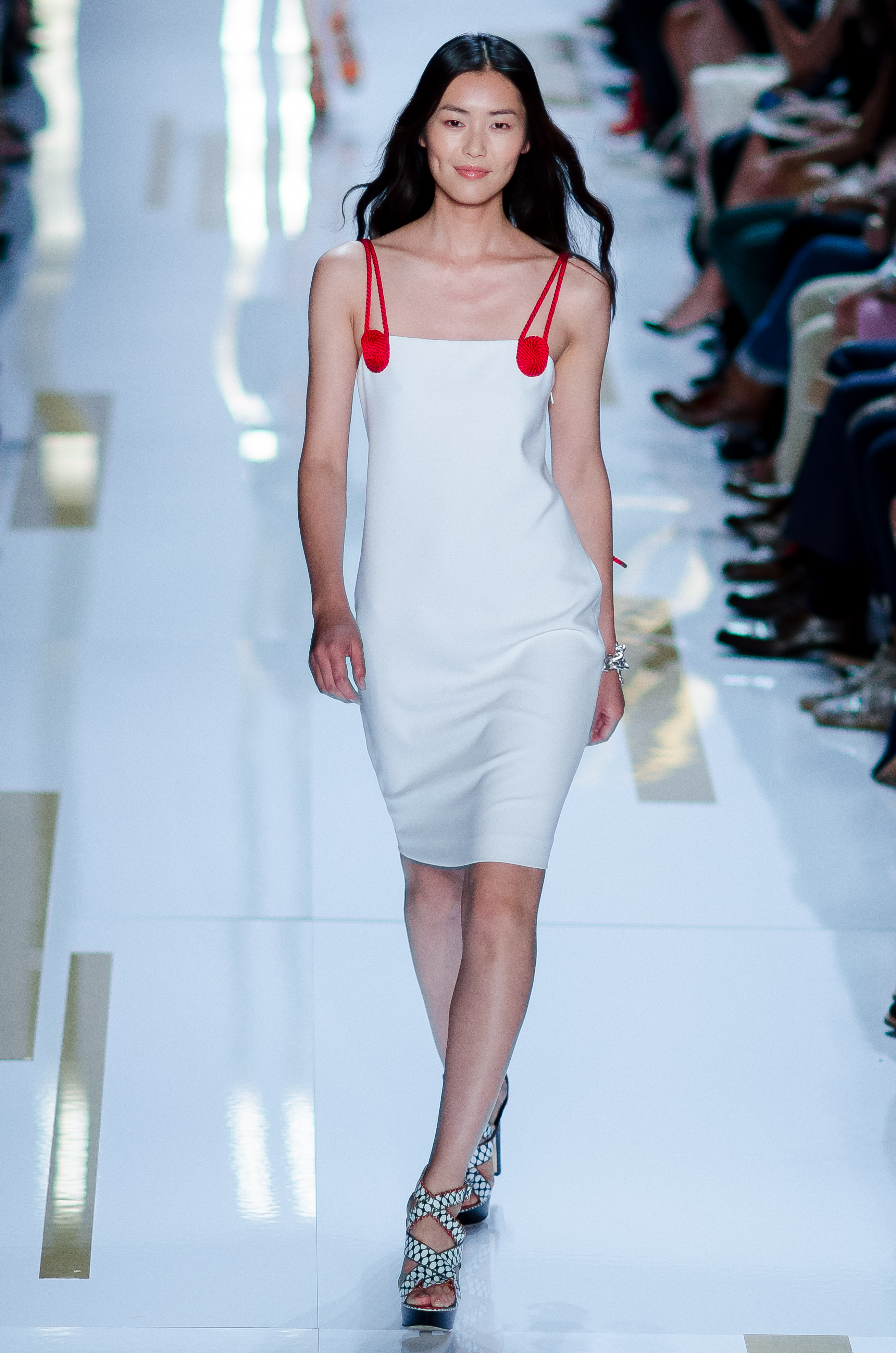
Liu Wen in passerella per la collezione primavera/estate 2014 di Diane von Fürstenberg, nel 2013.

A febbraio debutta sulle passerelle di Trussardi a Milano, sfilando anche per Shiatzy Chen, Chanel, Jean Paul Gaultier ed Hermès. Nella stagione successiva appare nelle campagne pubblicitarie di sette importanti marchi, inclusi DKNY Jeans, The GAP, Barneys New York, Benetton, Alexander Wang, Converse, e cK One.  Inoltre lavora per Bergdorf Goodman, Calvin Klein Alexander Wang e Vivienne Tam ed appare su Elle, Marie Claire, Harper's Bazaar, Allure, i-D, Interview, V, W, e sulle edizioni americane, cinesi, britanniche, portoghesi, tedesche e francesi di Teen Vogue
Nel 2009, Liu Wen diventa la prima donna est-asiatica a sfilare per Victoria's Secret, a cui parteciperà anche nel 2010, 2011, 2012, 2016, 2017 e 2018. Ad aprile 2010, la modella ripete il suo primato, diventando la prima donna asiatica ad essere testimonial per Estée Lauder, ruolo ricoperto fino al 2016.
Nel 2013 viene posizionata al terzo posto della classifica delle Top 50 Models del sito models.com, e al quinto posto fra le modelle più pagate al mondo da Forbes, dov'è la prima modella asiatica ad apparire, con un guadagno di 4,3 milioni di dollari. Nella classifica 2014 delle Top Model più pagate del mondo, figura al settimo posto con un guadagno lordo di 7 milioni di dollari, ex aequo con la modella australiana Miranda Kerr.
È uno dei volti di Tiffany & Co. primavera/estate e di quella autunno/inverno 2013/2014 di Roberto Cavalli ed Esprit.
Nel novembre del 2014 è protagonista della copertina di Vogue Cina, diventando la prima persona ad apparire sulla cover di una rivista indossando l'Apple Watch. Nel 2014 e 2015 è tra le protagoniste della campagna di intimo La Perla primavera/estate Nel 2016 è protagonista della campagna di Giorgio Armani, New Normal, accanto alle modelle Elisa Sednaoui, Amanda Murphy e Liya Kebede. Nell'agosto dello stesso anno viene inserita, dalla rivista Forbes, al sesto posto fra le modelle più pagate, con un guadagno di 7 milioni di dollari, ex aequo con la modella Candice Swanepoel, mentre il suo patrimonio viene stimato in 35 milioni di dollari.
Nell'agosto 2017 ha ricevuto una statua di cera con le sue fattezze presso il museo delle cere Madame Tussauds di Pechino. Nel mese di novembre viene eletta dalla rivista Forbes l'ottava modella più pagata, con un guadagno di 6,5 milioni di dollari.

## Agenzie
- Marilyn Agency - New York
- Elite - Parigi, Barcellona, Milano

## Campagne pubblicitarie
- Balenciaga Resort (2013)
- Barney's P/E (2009) A/I (2009)
- Benetton P/E (2009)
- Bergdorf Goodman (2012)
- Blue Moon X Liu Wen (2019)
- Bulgari (2015)
- Chanel beauty (2018-2019)
- Chloé A/I (2018)
- cK Calvin Klein P/E (2010-2012) A/I (2011-2012-2013)
- cK Calvin Klein Accessories P/E (2011-2012) A/I (2011)
- ckOne Fragrance (2009)
- Coach A/I (2013;2019) P/E (2014)
- Converse by John Varvatos P/E (2009)
- Diesel P/E (2012)
- DKNY A/I (2009)
- DKNY Jeans P/E (2009)
- Dolce&Gabbana A/I (2011)
- Erdos P/E (2016;2022) A/I (2018)
- Esprit P/E (2013-2014) A/I (2015)
- Estée Lauder (2010-presente)
- Gap P/E (2009;2011) A/I (2015)
- Gap 1969 A/I (2011)
- Gap Denim Summer (2011)
- Gap Premium Jeans P/E (2010)
- Giorgio Armani A/I (2021)
- Giorgio Armani New Normal (2016)
- Gucci Love Parade (2022)
- H&M (2013-2014)
- H&M Holiday (2013)
- Hugo Boss Women P/E (2013)
- La Perla P/E (2014;2016-2017) A/I (2014-2016)
- La perla Eyewear P/E (2016)
- Lane Crawford A/I (2011;2013)
- Liuwen x Erdos (2019)
- Madewell (2014)
- Mango P/E (2016)
- Massimo Dutti A/I (2014-2015)
- MO&CO. A/I (2011 e 2014)
- Marni for H&M (2011-2012)
- Oscar de la Renta P/E (2013)
- Prada 365 (2018-2019)
- Puma (2016-2017)
- Rag & Bone DIY A/I (2012)
- Roberto Cavalli A/I (2013)
- Shanghai Tang A/I (2008)
- Tiffany & Co. Spring (2013, 2015)
- Tod's x Alessandro Dell’Acqua A/I (2018)
- Tod's P/E (2019) A/I (2019)
- Tory Burch A/I (2013, 2017, 2019) P/E (2022)
- Tory Burch Resort (2013)
- Vivienne Tam P/E (2010)
- Vidal Sassoon (2016)